# 워 랜드
《워 랜드》(Živi i mrtvi, The Living and the Dead)는 크로아티아에서 제작된 크리스티얀 밀릭크 감독의 2007년 전쟁, 공포 영화이다. 필립 쇼바고비치 등이 주연으로 출연하였고 이고르 놀라 등이 제작에 참여하였다. 이 영화는 2007년에 개봉하였다.

## 출연

### 주연
- 필립 쇼바고비치
- 벨리버 토픽

### 조연
- 슬라벤 네조빅
- 마린코 프르가
- 보르코 페리치

## 홈 미디어
이 영화는 미국에서 TLA 릴리싱에 의해 2008년 3월 25일 DVD로 출시되었다. 이후 같은 해 5월 19일 DNC에 의해 출시되었다.

## 반응
로튼 토마토가 이 영화에 내린 평점은 10개의 리뷰에 기반하여 90%이며, 가중 평균 6.8/10이다.